# Salade (film)
Pour plus de détails, voir Fiche technique et Distribution.
Salade est un film algérien réalisé en 2005.

## Synopsis
Un mélange d’action réelle et de papiers découpés qui raconte l’ennui et le mal-être d’un personnage de carton découpé grossièrement à la main.